# Ali Badjo Gamatié
Ali Badjo Gamatié – nigerski polityk, minister finansów w latach 2000–2003, premier Nigru od 2 października 2009 do 18 lutego 2010.

## Życiorys
Ali Badjo Gamatié jest członkiem Narodowego Ruchu Rozwoju Społeczeństwa (MNSD, Mouvement National de la Société de Développement). 5 stycznia 2001 objął stanowisko ministra finansów w gabinecie premiera Hamy Amadou. Urząd pełnił do 24 października 2003. Jako minister zabiegał o całkowite umorzenie zadłużenia zagranicznego Nigru i innych państw z grupy HIPC (Heavily Indebted Poor Countries), angażował się w rozmowy w ramach MFW na temat statusu zadłużenia tych państw. W czasie swoich rządów, w odpowiedzi na kryzys finansowy w 2002, przeprowadził znaczne cięcia w wydatkach rządowych. W lipcu 2003, w prasie pod jego adresem pojawiły się zarzuty wykorzystania pozostających poza kontrolą funduszy państwowych do zapłaty za kontrakt rządowy. Był również krytykowany za przygotowanie w 2001 ustawy drastycznie podnoszącej podatki dla prywatnych wydawców prasy.
W październiku 2003 został mianowany wicedyrektorem Centralnego Banku Państw Afryki Zachodniej (BCEAO). W 2006 był jednym z kandydatów na stanowisko dyrektora banku.
W 2008 pełnił funkcję specjalnego doradcy prezydenta ds. surowcowych i był szefem rządowych negocjatorów z francuską spółką górniczą Areva, doprowadzając do zawarcia umowy zakładającej inwestycje w Nigrze o wartości 1 mld euro. W sierpniu 2009 poparł plan prezydenta Mamadou Tandji w sprawie organizacji referendum na temat zmiany konstytucji.
2 października 2009 prezydent Tandja mianował Gamatié nowym szefem rządu.
Stanowisko to zajmował do czasu zamachu stanu w Nigrze. 18 lutego 2010 wojsko, w czasie posiedzenia rządu, zaatakowało pałac prezydencki. Prezydent i ministrowie zostali zatrzymani. Władzę w państwie przejęła Rada Najwyższa na rzecz Przywrócenia Demokracji (CSRD) na czele z Salou Djibo. Tego samego dnia junta wojskowa ogłosiła zawieszenie konstytucji i rozwiązanie wszystkich instytucji republiki. 19 lutego 2010 płk Djibo podpisał dekret o rozwiązaniu rządu. Premier Gamatié znalazł się w areszcie domowym. 23 lutego 2010 junta nowym premierem mianowała Mahamadou Dandę. Gamatié oraz czworo z pięciu przetrzymywanych ministrów zostało zwolnionych z aresztu domowego 5 marca 2010.